# Natalja Andrejevna Pogonyina
Natalja Andrejevna Pogonyina (oroszul: Наталья Андреевна Погонина, nemzetközileg ismert nevén Natalija Pogonina), (Vlagyivosztok (Szovjetunió), 1985. március 9. –) orosz sakkozó, női nemzetközi nagymester, világbajnoki döntős (2015), csapatban kétszeres, egyéniben egyszeres sakkolimpiai aranyérmes, kétszeres csapatvilágbajnoki ezüstérmes, csapatban Európa-bajnoki arany és ezüstérmes (2009), Oroszország női bajnoka (2012), U16 és U18 korosztályos Európa-bajnok (2000, 2003) U18 korosztályos világbajnoki bronzérmes (2003).
2008-ban vörös diplomával végzett a Szaratovi Állami Egyetem jogi karán. A Szaratovi Régió kormányzótanácsának tagja.
2009 óta a Chess Elite szoftver és online közösség nagykövete, 2015 óta a japán Chess Heroz mobil alkalmazások arca.

## Élete és sakkpályafutása
Vlagyivosztokban született, de gyerekkorát a Kamcsatkai határterületen levő kisvárosban Viljucsinszkban töltötte. 1998 óta Szaratovban él. Ötévesen nagyapja tanította meg a sakkjáték alapjaira. Komolyabban 1993-tól kezdett el a sakkal komolyabban foglalkozni, amikor megnyerte az iskolai dámajáték bajnokságot.
Első komolyabb sikerét 1998-ban érte el, amikor megnyerte Oroszország U14 korosztályos bajnokságát. 2000-ben megnyerte az U16 korosztályos sakk-Európa-bajnokságot, amelyen 2001-ben a 4. helyen végzett. 2002-ben az U18 korosztályos ifjúsági sakkvilágbajnokságon a 6. helyen végzett. 2002-ben, 17 évesen az U20 junior sakkvilágbajnokságon a 7. helyet szerezte meg. 2003-ban az U18 korosztályban is Európa-bajnoki címet szerzett, majd egy hónapra rá az U18 korosztályos sakkvilágbajnokságon holtversenyben a 2−3. helyen végezve bronzérmes lett.
2004-ben szerezte meg a női nemzetközi nagymester cmet.
2005-ben az U20 junior sakkvilágbajnokságon a 6. helyet szerezte meg. 2008-ban az Egyetemi és Főiskolai Sakkvilágbajnokságon holtversenyben az 1−2. helyen végzett és ezüstérmet szerzett. A 2009-es Sakk-Európa-bajnokságon bronzérmet szerzett.
2005-ben megnyerte a Jelizaveta Bikova egykori kétszeres sakkvilágbajnok emlékére rendezett női nagymesterversenyt, 2007-ben másfél pont előnnyel végzett az élen a sakktörténet második női világbajnoka, Ljudmila Rudenko emlékére rendezett versenyen. 2007-ben harmadik lett a nagyon erős North Ural Cup szupertornán, és 2009-ben másfél pont előnnyel végzett a mezőny élén a Moscow Open női nagymestercsoportban.
Az orosz női bajnokság döntőjében 2010-ben holtversenyben az 1−3. helyen végzett, 2012-ben a szuperdöntőben bajnoki címet szerzett, 2013-ban bronzérmes lett.
2015-ben bejutott a kieséses rendszerű női sakkvilágbajnokság döntőjébe, de ott vereséget szenvedett az ukrán Marija Muzicsuktól. Az orosz női sakkbajnokság 2016-os szuperdöntőjében a győztes Alekszandra Kosztyenyuk mögött a második helyen végzett.

## Részvételei a sakkvilágbajnokságokon
Első alkalommal a 2004-es női sakkvilágbajnokság kieséses rendszerű tornájára kvalifikálta magát. Az oroszországi Elisztában rendezett versenyen az első fordulóban vereséget szenvedett a francia Marie Sebagtól.
A 2010-es női sakkvilágbajnokságon szintén az első fordulóban volt kénytelen búcsúzni a versenytől, miután kikapott az orosz Baura Kovanovától.
A 2012-es női sakkvilágbajnokságon a nyolcaddöntőig jutott. Az első fordulóban 3–1 arányban győzött az orosz Szvetlana Matvejeva ellen; a második körben 1,5–0,5 arányban legyőzte az orosz exvilágbajnok Aeekszandra Kosztyenyukot, a nyolcaddöntőben a versenyt végül megnyerő, és ezzel világbajnoki címet szerző Anna Usenyinától szenvedett 1,5–0,5 arányú vereséget.
A 2015. márciusban megrendezett 2014-es női sakkvilágbajnokságon a 64 résztvevő között csak a 31. legerősebb Élő-pontszámmal rendelkezett, de egészen a döntőig jutott. Az első fordulóban a kínai Kuo Csi ellen, a második körben az ugyancsak kínai Csü Ven-csün ellen 1,5–0,5 arányban, a nyolcaddöntőben a francia Marie Sebag ellen rájátszás után 3–1 arányban győzött. A negyeddöntőben a kínai Csao Hszüe elleni akadályt vette sikerrel 2,5–1,5 arányú győzelemmel, míg az elődöntőben a svéd Pia Cramlingot verte ugyanilyen arányban, és ezzel bejutott a világbajnokság döntőjébe. A döntőben 2,5–1,5 arányban vereséget szenvedett a világbajnoki címet elnyerő ukrán Marija Muzicsuktól.
A 2017-es női sakkvilágbajnokságon egy kanadai, majd utána a kínai Huang Csian legyőzése után a 3. körben vereséget szenvedett a kínai Ni Si-csüntől, és ezzel elesett a továbbjutástól.

## Csapateredményei

### Sakkolimpia
Három alkalommal vett részt az orosz válogatottban a női sakkolimpián. 2008-ban tartalékként +5 -0 =2, 85,7%-os eredményt ért el. Csapatban 2012-ben és 2014-ben is aranyérmet, 2012-ben egyéniben is aranyérmet szerzett.

### Csapatvilágbajnokság
Három alkalommal szerepelt az orosz válogatott tagjaként a női sakkcsapat világbajnokságokon. 2011-ben és 2015-ben csapatban és egyéniben is ezüst, 2013-ban csapatban is egyénileg is bronzérmet szerzett.

### Európa-bajnokság
Két alkalommal szerepelt sakkcsapat Európa-bajnokságon Oroszország válogatottjában. 2011-ben csapatban és egyéniben is ezüst, 2013-ban csapatban ezüst, egyéniben bronzérmet szerzett.

### Klubcsapat eredményei
Kilenc alkalommal szerepelt a női bajnokcsapatok Európa-kupájának döntőjében, ahol 2011-ben az AVS Krasnoturinsk csapatával aranyérmes lett, 2007-ben az AVS Krasnoturinsk és 2013-ban a Yugra Hanti-Manszijszk régió csapatával ezüst, 2015-ben a Yugra Hanti-Manszijszk régió csapatával bronzérmet szerzett. Egyéni eredménye alapján 2007-ben, 2012-ben és 2013-ban ezüst, 2006-ban, 2011-ben és 2014-ben bronzérmet szerzett.

## Publikációi
2009 óta szerkesztője a chess.com internetes folyóiratnak, és szakkommentátora a ChessDom.com-nak, és egy sakkblogot vezet a sports.ru oldalon. 2009-ben férjével Peter Zsdanovval közösen írt egy könyvet Chess Kamasutra címmel.

## Családja
2009-ben házasodott össze Peter Zsdanov informatikai projektmenedzserrel, aki honlapjának gondozója is. 2009. novemberben született gyermekük, Nyikolaj.